# Johann Schnitzler

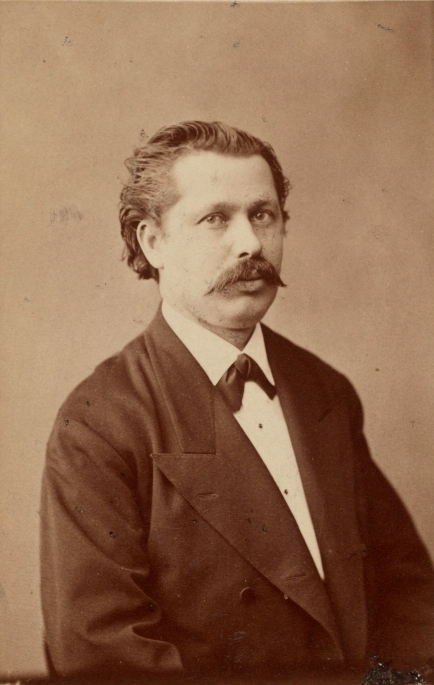
Johann Schnitzler (um 1875)

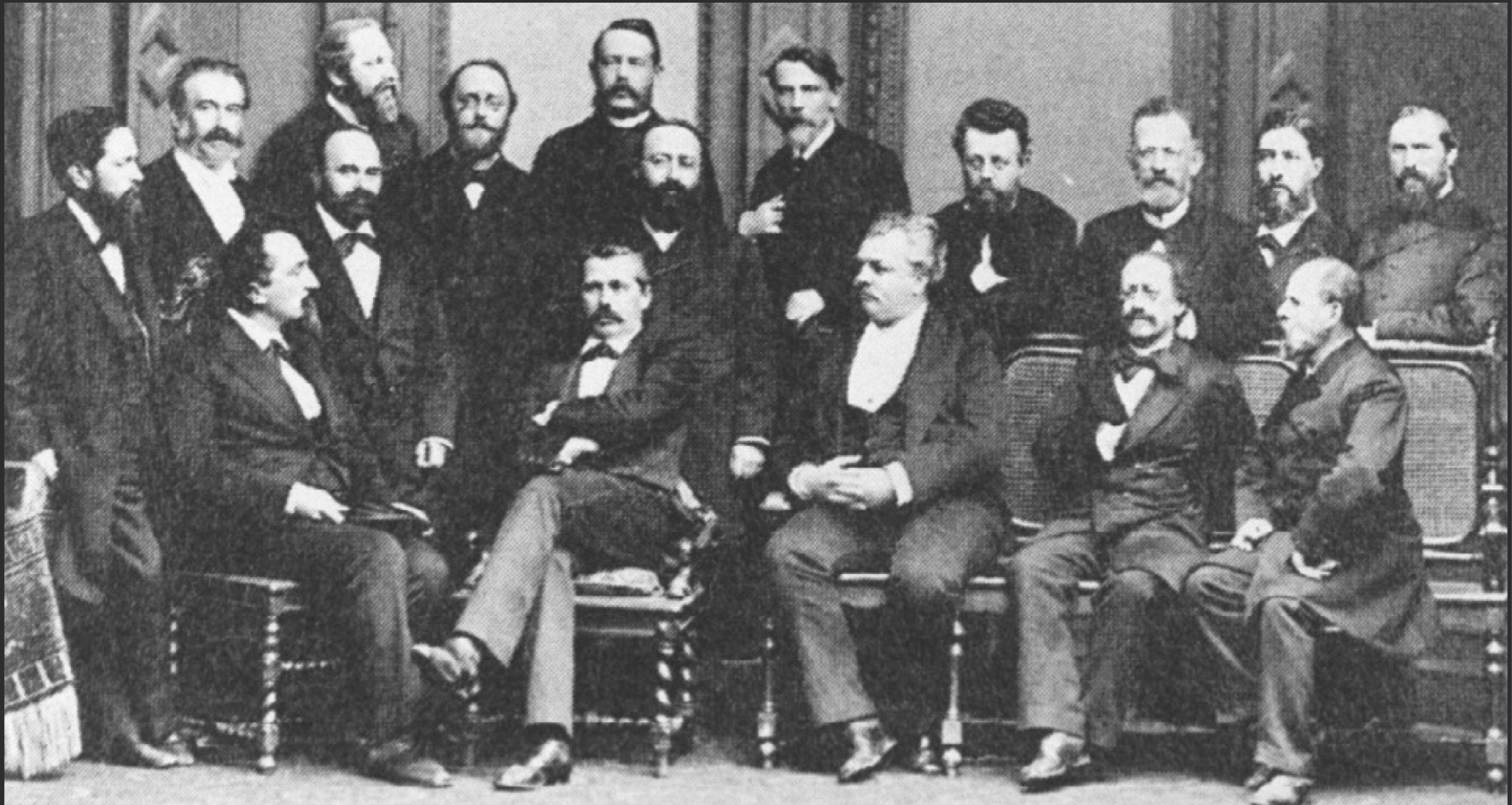
Die Abteilungsvorstände der Allgemeinen Poliklinik in Wien um 1885.
Von links, sitzend:
Alois Monti, Johann Schnitzler, Robert Ultzmann, Jakob Hock, Samuel Siegfried Karl von Basch;
von links stehend:
August Leopold von Reuss, Stoffelka, Wilhelm Winternitz, Leopold Oser, Anton von Frisch, Hans von Hebra, Fürth, Moriz Benedikt, Viktor Urbantschitsch, Max Herz, Anton Wölfler, Ludwig Bandl

Johann Schnitzler (* als János Schnitzler am 10. April 1835 in Groß-Kanizsa; † 2. Mai 1893 in Wien) war ein österreichischer Arzt (Laryngologe) und Hochschullehrer. Er war Vater des Schriftstellers Arthur Schnitzler.

## Leben
Johann Schnitzler, Sohn eines armen Tischlermeisters, studierte an den Universitäten in Budapest und Wien Medizin und wurde 1860 zum Dr. med. promoviert. 1863–67 arbeitete er als Assistent von Johann von Oppolzer und habilitierte sich 1864 für Perkussion und Auskultation sowie für die Krankheiten der Atmungs- und Kreislauforgane. 1872 wurde Schnitzler als Mitbegründer der Allgemeinen Poliklinik Wien Leiter der laryngologischen Abteilung und 1884 ärztlicher Direktor der Klinik. Er blieb dies auch nach Fertigstellung des zur Poliklinik gehörenden, von Andreas Streit geplanten Neugebäudes (Mariannengasse 10/Höfergasse 1, Wien-Alsergrund), bei dessen Eröffnung durch Erzherzog Rainer am 30. Dezember 1892 er die Festansprache hielt.
1878 war Schnitzler zum tit. a. o. Professor, 1880 zum (unbesoldeten) a. o. Professor an der Wiener Universität ernannt worden. Der Wegbereiter der modernen Laryngologie und international anerkannte Kehlkopfspezialist verfasste über 150 Fachartikel und war ein besonders in Bühnenkreisen gefragter Arzt, der damit seinen Sohn Arthur in frühen Kontakt zum Theater brachte. Adolf von Sonnenthal, Charlotte Wolter und viele Sänger der Hofoper ließen sich bei Arthur Schnitzler behandeln, die schon der Großvater mütterlicherseits, der Theaterarzt Philipp Markbreiter, als Patienten betreute. 1884 wurde ihm der Dannebrogorden verliehen.

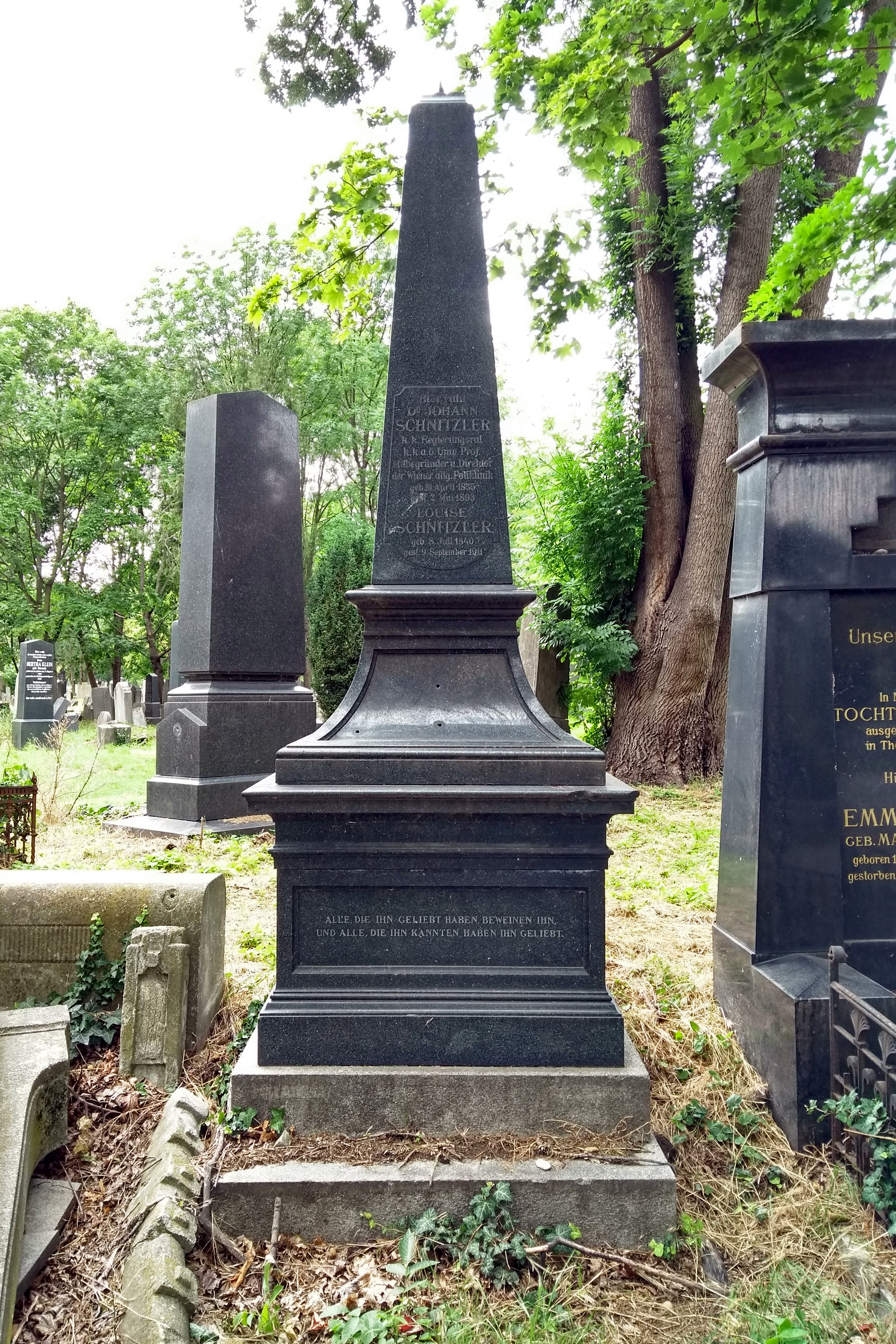
Grab von Johann Schnitzler in der Alten Jüdischen Abteilung des Wiener Zentralfriedhofes

1860–86 war er als Herausgeber der Wiener Medizinal-Halle/Wiener medizinischen Presse mit dem Beiblatt Wiener Klinik, ab 1887 als Chefredakteur der Internationalen klinischen Rundschau und Herausgeber von deren Beilage Klinische Zeit- und Streitfragen tätig.
Er war verheiratet mit Louise Ludovica Markbreiter (1840–1911), Tochter des angesehenen jüdischen Mediziners (und Schnitzlers redaktionellem Kollegen) Philipp Markbreiter (1811–1892) und dessen Frau Amalia Schey (1815–1884). Mit ihr hatte er vier Kinder; ältester Sohn war Arthur Schnitzler (1862–1931). Joseph Emil starb kurz nach seiner Geburt, am 26. März 1864. Julius Schnitzler (1865–1939) wurde ebenfalls Arzt und Hochschullehrer. Die Tochter Gisela (1867–1953) heiratete den Arzt Markus Hajek (1861–1941).
Einzelheiten seines Lebens verwendete sein Sohn in dem Schauspiel Professor Bernhardi.
Sein Grab befindet sich auf dem Wiener Zentralfriedhof (Israelitische Abteilung, Tor 1, Gruppe 5 b, Reihe 35, Nr. 83), in dem auch seine Frau bestattet wurde.

## Auszeichnungen
- 1883: Ernennung zum Regierungsrat

## Werke (Auszug)
- Über Laryngoskopie und Rhinoskopie und ihre Anwendung in der ärztlichen Praxis. Sechs Vorträge, gehalten an der allgemeinen Poliklinik in Wien. Urban & Schwarzenberg, Wien 1879. – Volltext online.
- Klinischer Atlas der Laryngologie nebst Anleitung zur Diagnose und Therapie der Krankheiten des Kehlkopfes und der Luftröhre. (Posthum herausgegeben von Markus Hajek und Arthur Schnitzler). Braumüller, Wien/Leipzig 1895. – Volltext online.
- Beiträge zu Albert Eulenburgs Real-Encyclopädie der gesammten Heilkunde. Erste Auflage.
  - Band 8 (1881) (Digitalisat), S. 21–53: Laryngoscopie